# Montevizija
Montevizija (Servisch: Монтевизија) was de nationale voorronde van Montenegro voor het Eurovisiesongfestival.

## Edities

### 2005
In 2005 maakte Montenegro nog deel uit van Servië en Montenegro. Om gezamenlijk tot een inzending voor het Eurovisiesongfestival te komen, werd in beide landsdelen een voorselectie georganiseerd; in Servië was dit Beovizija en in Montenegro Montevizija. De best geklasseerde artiesten van beide voorselecties namen het vervolgens tegen elkaar op in de nationale finale Evropesma (Montenegrijns: Europjesma). De winnaar hiervan mocht het land dan vertegenwoordigen op het Eurovisiesongfestival.
De eerste editie van Montevizija werd op 2 maart 2005 gehouden in Podgorica. Er deden 24 artiesten aan de show mee, onder wie Andrea Demirović, Vladana Vučinić en Stevan Faddy. Acht juryleden, alsmede het televotende publiek, mochten hun stem uitbrengen, waarna de tien best gewaardeerde inzendingen doorstootten naar Evropesma. Zowel de Montenegrijnse als daarna de landelijke voorronde werd uiteindelijk gewonnen door de groep No Name. Met hun lied Zauvijek moja eindigden zij op het Eurovisiesongfestival op de zevende plaats.

### 2006
In 2006 werd dezelfde formule gehanteerd als in 2005. De tweede editie van Montevizija vond plaats op 24 februari 2006 en kende twintig deelnemers. Stefan Filipović en Nina Žižić deden mee, maar ook No Name en Stevan Faddy waagden opnieuw een poging. De twaalf beste acts stroomden door naar Evropesma.
Montevizija werd gewonnen door Stevan Faddy, die No Name en Stefan Filipović in de uitslag naar de tweede en derde plaats verwees. Bij Evropesma nam No Name echter revanche en was het de jongensgroep die voor het tweede jaar op rij zegevierde. Hun lied Moja ljubavi zou hiermee de Servisch-Montenegrijnse inzending worden voor het Eurovisiesongfestival van 2006, maar dit werd door de Serviërs zwaar aangevochten. Bij de jurering hadden de Montenegrijnen de Servische inzendingen volledig genegeerd, terwijl dit andersom minder het geval was. Dezelfde gang van zaken had zich overigens ook in 2005 al afgespeeld. Het incident escaleerde zodanig, dat de inzending werd teruggetrokken en Servië en Montenegro niet deelnam aan het songfestival van 2006.
In juni 2006 riep Montenegro de onafhankelijkheid uit, waardoor het land vanaf 2007 zelfstandig aan het Eurovisiesongfestival ging deelnemen. Montevizija hield op te bestaan en werd vervangen door een nieuwe selectiemethode, genaamd MontenegroSong, die in 2007 en 2008 georganiseerd werd. Tussen 2009 en 2017 werd de Montenegrijnse inzending voor het Eurovisiesongfestival intern aangeduid door omroep RTCG.

### 2018 en 2019
Voor het Eurovisiesongfestival van 2018 besloot de Montenegrijnse omroep om Montevizija nieuw leven in te blazen. Er werd onder die titel opnieuw een nationale voorronde gehouden, waarvoor artiesten en componisten een lied konden inzenden. De nummers moesten wel in het Montenegrijns worden vertolkt. Een jury selecteerde er vijf om aan te treden in de nationale finale, waarin de winnaar bepaald werd door het televotende publiek. De show vond plaats op 17 februari 2018 en werd gewonnen door Vanja Radovanović.
In 2019 werd de selectiemethode gehandhaafd. Montevizija werd dat jaar gehouden op 9 februari en gewonnen door de groep D mol. Toen Montenegro in 2022 terugkeerde op het Eurovisiesongfestival, werd de inzending van het land opnieuw intern gekozen.

## Winnaars
| Jaar | Artiest           | Lied          |
| ---- | ----------------- | ------------- |
| 2005 | No Name           | Zauvijek moja |
| 2006 | Stevan Faddy      | Cipele        |
| 2018 | Vanja Radovanović | Inje          |
| 2019 | D mol             | Heaven        |